# Julius Maada Bio
Julius Maada Bio, född 12 maj 1964 i Tihun, Sierra Leone, är en sierraleonsk militär och politiker. Han tillhör Sierra Leones folkparti, och är sedan 4 april 2018 landets femte president. I valet 2023 besegrade han utmanaren Samura Kamara från All People's Congress Party i den första valomgången.